# 転落の銃弾
『転落の銃弾』（原題: A Single Shot）は、2013年にアメリカ合衆国で制作されたクライムスリラー映画。マシュー・F・ジョーンズの犯罪小説『シングル・ショット』を原作にしており、ジョーンズは本作の脚本も務めた。
日本では劇場公開はされず、ビデオスルーとなった。

## ストーリー
アメリカ合衆国バージニア州西部。そこの小さな田舎町に住むジョン・ムーンは、農場を失ったことで愛する妻子と別れ、現在は密漁により何とか生計を立てていた。ある日、ジョンはいつも通り山奥へと入り、そこで一頭の鹿に向かって銃弾を放つが、その銃弾はそこに潜んでいた女性に命中し、その女性は命を失ってしまう。自らの犯した過ちに打ち拉がれるジョンだったが、女性の持ち物の中に大量の札束が入ったスーツケースがあることを知ると、彼は良からぬ誘惑に駆られ、女性の遺体を洞窟へと運び、その大金を持ち去ってしまう。しかし、この日以降、ジョンは何者かに付け狙われるようになり、次第にその魔の手は別れた妻子にまで向けられる。

## キャスト
※括弧内は日本語吹替
- ジョン・ムーン - サム・ロックウェル（家中宏）
- サイモン - ジェフリー・ライト（山本格）
- ジェス - ケリー・ライリー（かつやままさみ）
- ウェイロン - ジェイソン・アイザックス（佐々健太）
- オバディア - ジョー・アンダーソン
- アビー - オフィリア・ラヴィボンド
- セシル - テッド・レヴィン
- ダガード・ピット - ウィリアム・H・メイシー（納谷六朗）